# Кабарухин, Леонид Андреевич
Леонид Андреевич Кабарухин (5 апреля 1951, Таганрог) — российский художник.

## Биография
Родился 5 апреля 1951 в Таганроге. Занимался в изостудии у Валентины Владимировны Руссо.
С 1967 по 1971 год учился в Ростовском художественном училище им. М. Б. Грекова у Т. Ф. Теряева. В 1976 году стажировался в Кириллово-Белозерском монастыре у Г. М. Захаровой, О. В. Леликовой. Работал в реставрационных мастерских под патронажем М.А. Шолохова в Старочеркасске, Астрахани.
В 1988 году участвовал в «Однодневной выставке» будущего товарищества «Искусство или смерть» (Таганрог, ДК завода «Прибой»). Участвовал в выставке «Русские идут» осенью 1995 года  в Ганновере.
Член Союза художников России с 1998 года.
Живёт и работает в Ростове-на-Дону.

## Работы находятся в собраниях
- Ростовский областной музей изобразительных искусств, Ростов-на-Дону.
- Музей современного изобразительного искусства на Дмитровской, Ростов-на-Дону.
- Частные коллекции Англии, Германии, Израиля, Италии, Канады, России, США, Швейцарии.

## Персональные выставки
- 2012 — МСИИД, Ростов-на-Дону.[4][5][6]
- 1998 — Ростовский областной музей изобразительных искусств, Ростов-на-Дону.
- 1995 — Ростовский областной музей изобразительных искусств, Ростов-на-Дону.[7]
- 1993 — Выставочный зал на Кузнецком мосту, Москва.
- 1992 — Центральный дом художника на Крымском Валу, Москва.
- 1987 — Центральный дом архитектора, Москва[1].
- 1987 — Библиотека химфака РГУ, Ростов-на-Дону.
- 1986 — Выставочный зал Дома Архитекторов, Ростов-на-Дону.

## Избранные групповые выставки
- 2023 — «Александр Жданов. Последний Пан». Ростовский областной музей изобразительных искусств, Галерея ZHDANOV, Ростов-на-Дону.[8][9][10][11][12]
- 2009 — «Ремейк». Галерея «М», Ростов-на-Дону.[13]
- 2005 — «Моя неидеальная подружка». РОМИС, Ростов-на-Дону.[14][15]
- 1988 — «Однодневная выставка». ДК завода «Прибой», Таганрог.[16][17]

## Цитаты
- «Он проделал большой путь — от кочегара, дворника, плотника, реставратора до  автора, чьи картины занимают почётное место в музеях и частных коллекциях. Это, по-прежнему, очень закрытый художник, именно в этих условиях закрытости складывалась творческая манера письма, где, тем не менее, угадывается влияние учителя — Тимофея Теряева. Он научил своих одарённых последователей внимательному отношению к цвету, умению переключаться на иную оптику, благодаря которым строится целостный организм произведения. Несмотря на плоскостное изображение, в картинах Кабарухина есть та самая декоративность, где глубина пространственной среды строится не за счёт световоздушной перспективы, а в результате „духовного усилия“ автора, сумевшего буквально „втянуть“ зрителя в живописное пространство, в мир не явленного, но лишь угадываемого в изображеннии»[1] — Светлана Крузе, 2012.